# 100 Gigabit Ethernet
40 Gigabit Ethernet (40 GbE) en 100 Gigabit Ethernet (100 GbE) zijn groepen computernetwerktechnologieën voor het verzenden van dataverkeer met snelheden van respectievelijk 40 en 100 gigabit per seconde (Gbit/s). Deze technologieën bieden aanzienlijk hogere snelheden dan 10 Gigabit Ethernet. De technologie werd eerst gedefinieerd door de IEEE 802.3ba-2010-standaard en later door de 802.3bg-2011, 802.3bj-2014, 802.3bm-2015, en 802.3cd-2018-standaarden.
De normen definiëren talrijke poorttypes met verschillende optische en elektrische interfaces en verschillende aantallen optische vezelstrengen per poort. De standaard is van toepassing op zowel geïntegreerde schakelingen (om chip-naar-chip communicatie mogelijk te maken) als op plugbare verbindingen zoals via kabels tussen verschillende apparatuur.
Korte afstanden (maximaal 7 meter) via twinaxiale kabel worden ondersteund, met als primaire toepassing het verbinden van server racks binnen een data center. Dit gebeurt met direct attach cable-kabels, waar de kabel aan beide zijden al is voorzien van een QSPF+-module. De specificaties voor glasvezel noemen een lengte tot 40 kilometer voor 40 GbE en tot 80 kilometer voor 100 GbE.